# The Rustlers
The Rustlers è un cortometraggio muto del 1919 diretto da Reginald Barker. George Hively, cui si deve il soggetto e la sceneggiatura del film, scrisse circa una novantina di film dal 1917 al 1927, continuando poi a lavorare fino al 1945 come montatore, guadagnandosi anche una candidatura agli Oscar per Il traditore.

## Produzione
Il film fu prodotto dall'Universal Film Manufacturing Company.

## Distribuzione
Distribuito dall'Universal Film Manufacturing Company, il film - un cortometraggio in due bobine - uscì nelle sale il 22 aprile 1919